# Kukulovce
Kukulovce es un pueblo ubicado en el municipio de Leskovac, Serbia. Según el censo de 2002, el pueblo tenía una población de 298 personas.